# Пірошка Рейхард
Пі́рошка Ре́йхард (угор. Reichard Piroska; нар. 26 вересня 1884, Берегове, Закарпатська область, Австро-Угорщина — пом. 1 січня 1943, Будапешт, Угорське королівство) — угорська поетеса, перекладачка і критикеса.

## Біографія
Пірошка народилася у м. Берегове 26 вересня 1884 року в єврейській родині Марка Рейхарда, власника фабрики, та Ернестіни Фрідманн. Здобула диплом викладача середньої школи у Мішкольці та ступінь доктора філософії в Будапештському університеті, а тоді стала викладати в середній школі. На додаток до навчання та оповідань, вона також зарекомендувала себе перекладами англійською мовою. Вона втекла від переслідування фашизму.
З 1908 року була штатною робітницею журналу «Nyugat». Під час роботи там Ерне Ошват відкрив як письменницю. Її перші вірші з Маргіт Каффкою були включені в антологію «Нас сім» (Мішкольц, 1909). Докторська дисертація, написана у 1909 році: Історія Теламона, публікація тексту, знайденого у Британському музеї, з примітками.
У журналі «Nyugat», у 1941 році з'явилися 80 її творів: вірші, критика, студії, наративи, літературні переклади. Останній вірш, опублікований у журналі, — «Furulyácskám» (укр. «Моя флейта», 1940), у рік припинення діяльності журналу Рейхард опублікувала ще одну новелу «Napok, napok» (укр. «Дні, дні», 1941). Після цього вона разом з Артуром Елеком перейшла до видання «Magyar Csillag».
Рейхард перекладала твори Ніцше, Едгара По та інших, а також писала оповідання та казки. Основна тема її віршів — самотність. Чутлива жіноча душа, втілена в тихій ліриці, що не витримує приниження, спричинене появою законів та указів, які встановлюють позбавлення прав євреїв.
1 січня 1943 року Пірошка Рейхард закінчила життя самогубством. Оскільки «Nyugat» припинив своє існування у 1941 році, 
Творчість Пірошки Рейхард була відзначена премією Баумгартена у 1932 році. Останній том віршів вийшов друком 1945 року.

## Творчість
- 1909 — Історія Теламона (угор. Telamon históriája), докторська дисертація
- 1911, Будапешт — Поза життям (угор. Az életen kívül), автономний том віршів
- 1922, Будапешт — Осінні вітання (угор. Őszi üdvözlet), автономний том віршів
- 1936, Будапешт — Зі змінними днями (угор. A változó napokkal), автономний том віршів
- 1943, Будапешт, Франклін — Святе Письмо у віршах Міхалі Бабітса (угор. A Szentírás Babits Mihály költeményeiben)
- 2016, Мішкольц — Історія Теламона (угор. Telamon históriája); ред., передмова Мікоша Есені; Угорська асоціація культури, громад та туризму